# Brucht
Die Brucht ist ein etwa 22 Kilometer langer linker Nebenfluss der Nethe im nördlichen Kreis Höxter in Nordrhein-Westfalen.

## Name
Der Name leitet sich von altsächsisch *Bruht für 'wo es lärmt' ab.

## Verlauf
Die Brucht entspringt auf etwa 292 Meter über NN, etwa 500 Meter östlich von Großenbreden, einem Stadtteil der Stadt Marienmünster im Kreis Höxter. Von dort fließt die Brucht in südwestlicher Richtung nach Marienmünster-Vörden und schlängelt sich unter Beibehalt ihrer Fließrichtung nach Bellersen.
Zwei Kilometer südwestlich von Bellersen nimmt die Brucht von rechts den Grundbach auf, der bei Nieheim-Holzhausen entspringt. In den Grundbach münden der zwischen Pömbsen und Erwitzen entspringende Mühlenbach, der südlich von Pömbsen entspringende Emder Bach sowie eine stark schüttende Karstquelle ein; oberhalb dieser Quelle führt der Grundbach nur zeitweilig Wasser. Ab der Einmündung des Grundbaches, fließt die Brucht fast geradlinig nach Süden auf Hinnenburg/Gut Schäferhof und Brakel zu; hier tritt die Brucht in der nach ihr benannten Bruchtaue östlich der Brede gelegentlich nach Starkregen sehr schnell über die Ufer und überflutet die dortigen Wiesen. Dort wurde im Sommer 2014 ein altes Wehr entfernt, und eine Sohlgleite errichtet. Dadurch können die Fische jetzt von der Mündung in die Nethe, auf einer Strecke von 11 Kilometer, ungehindert bis nach Bellersen wandern. Dadurch fließt aber auch weiterhin etwas Wasser durch den Mühlengraben, an dem sich früher zwei Mühlen befanden, von denen aber heute keine mehr in Betrieb ist. Der Arm, der das überschüssige Wasser aufnimmt, die eigentliche Brucht, wird hier „Kaiwasser“ genannt. Nach etwa 700 Meter vereinigen sich beide Arme wieder, ab hier sind es noch etwa 800 Meter bis zur Mündung in die Nethe in 137 Meter über NN.

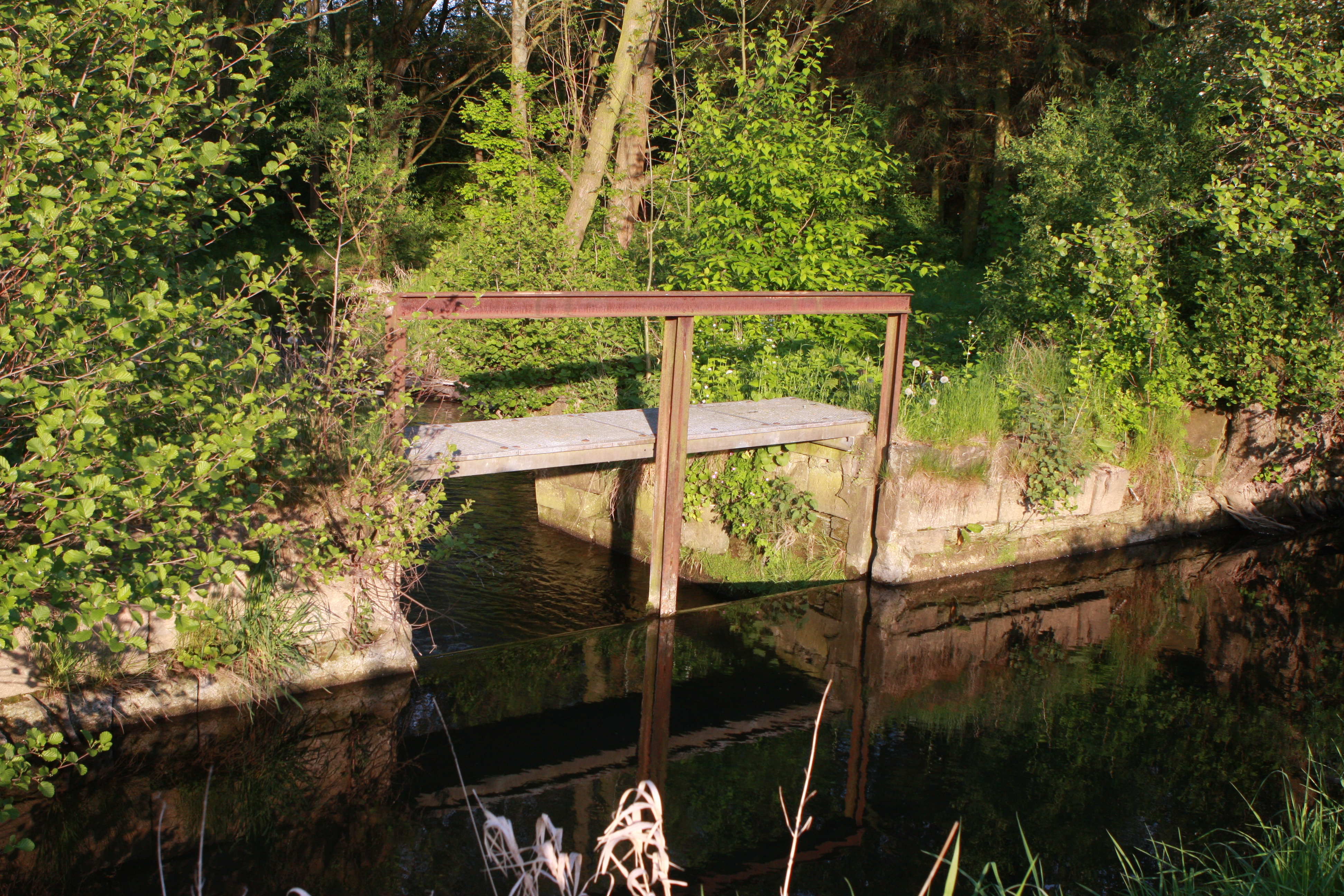
Mittlerweile entferntes Wehr zwischen Brucht und Kaiwasser im Mai 2014.
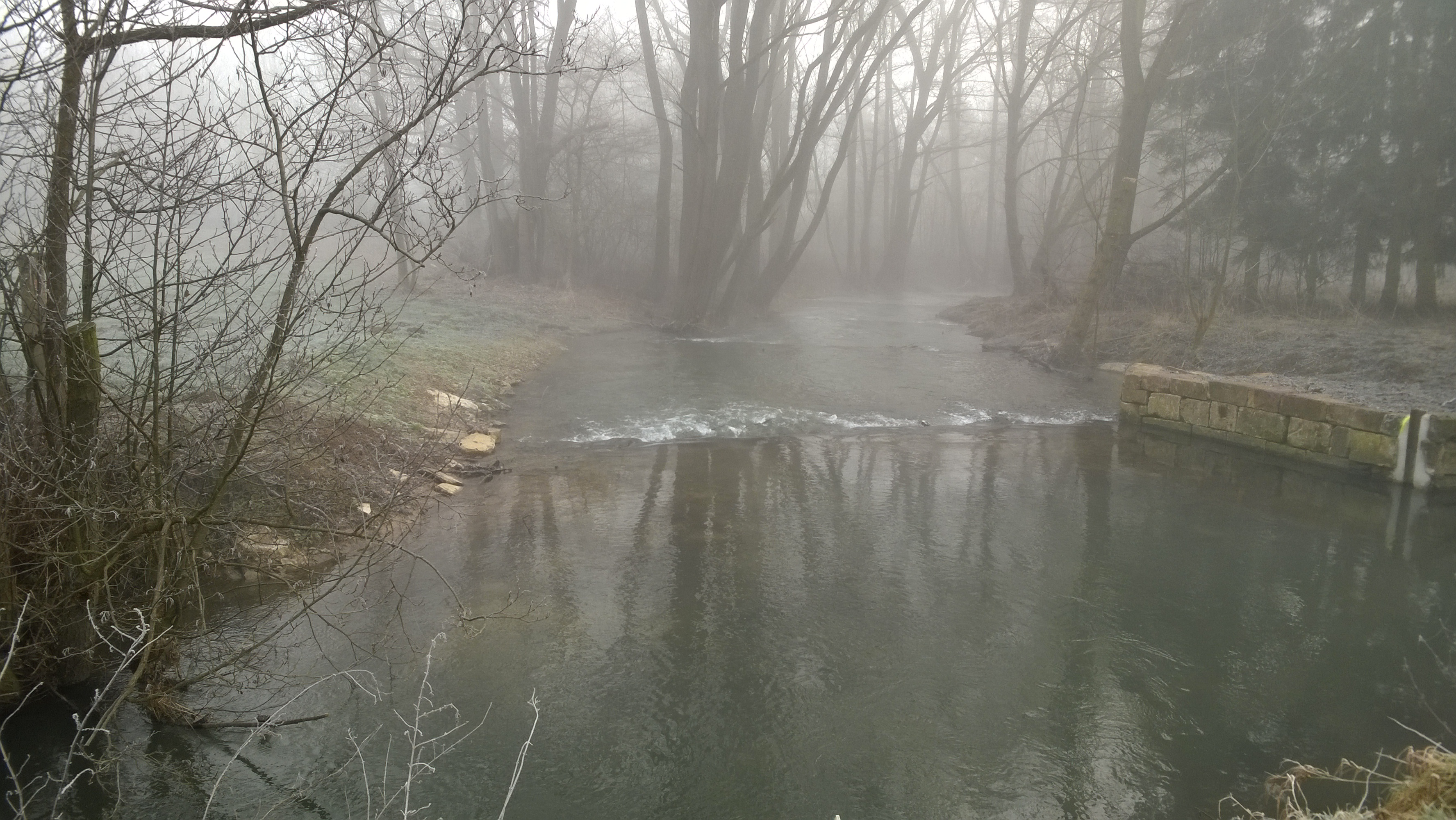
Das Wehr ersetzende Sohlegleite zwischen Brucht und Kaiwasser im Februar 2015.
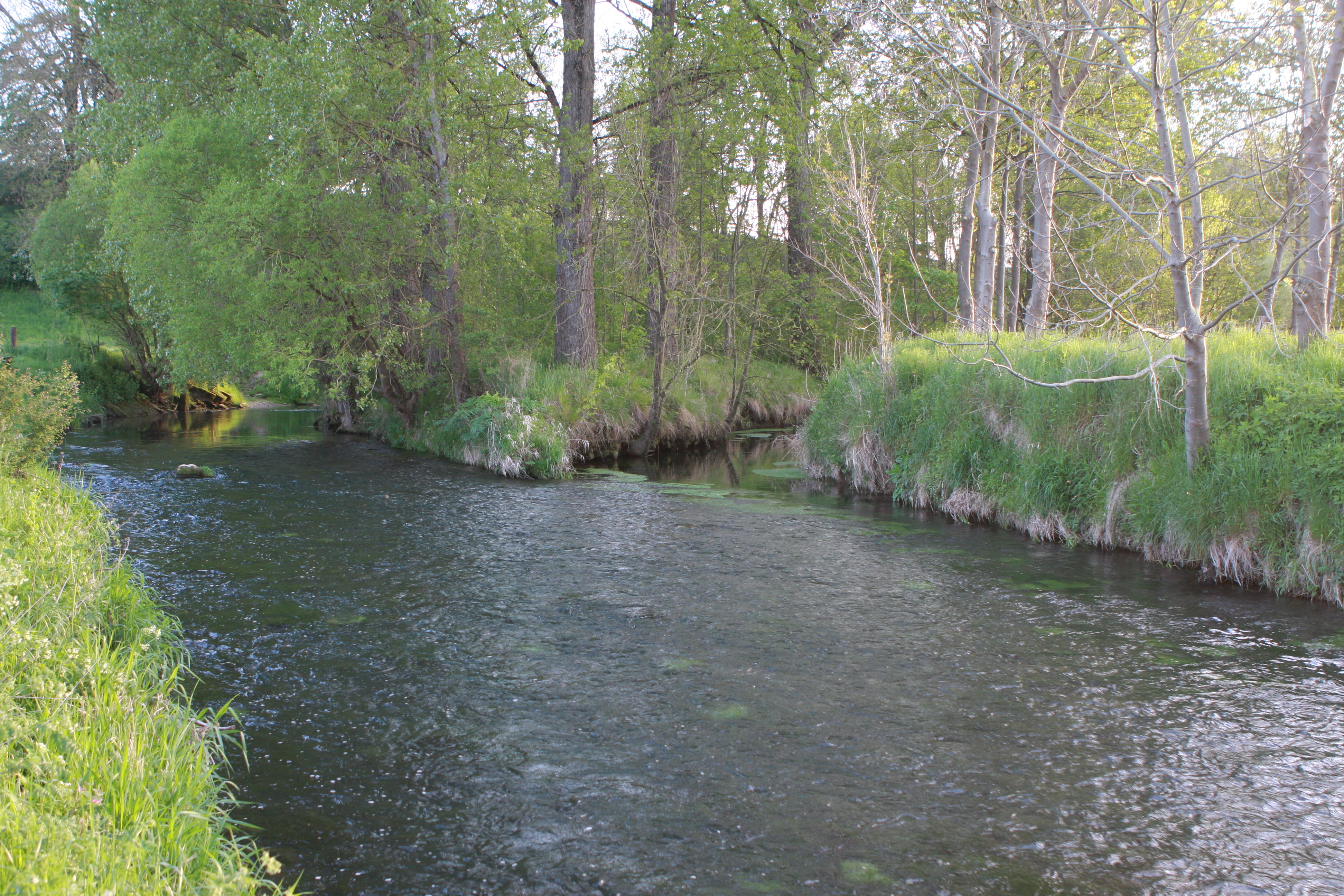
Mündung der Brucht in die Nethe im Mai 2014.

## Zuflüsse
Größter Zufluss ist der oben im Text genauer beschriebene Grundbach.
Des Weiteren münden, von der Quelle zur Mündung betrachtet die kleineren Bäche, unter anderem der Strullbach, Schlingbach, Heberbach, Sepkerbach, Röthebach, Meierbach, Hakesbach und der Siechenbach in die Brucht ein. Darüber hinaus münden im Ober- und Mittellauf mehrere kleine namenlose Rinnsale in die Brucht.